# Герб Олевська
Герб Оле́вська — офіційний геральдичний символ міста Олевськ Житомирської області, затверджений рішенням сесії селищної ради 31 липня 2001 р. 

## Опис
У зеленому полі срібний князь Олег в червоному плащі на срібному ж коні.
Щит обрамований декоративним картушем та увінчаний срібною міською короною з трьома вежками.
Образ символізує древлянського князя Олега Святославовича, який, зупинивши коня серед поліських просторів, показує в бік місцевості, де буде засноване місто.
Автор — В.Ільїнський.